# Epicóndilo lateral del húmero
El epicóndilo lateral del húmero es una eminencia ósea que se encuentra en la parte lateral de la epífisis inferior del húmero, por encima del capítulo. 

## Anatomía de superficie
Esta estructura es fácilmente localizable bajo la piel del miembro superior relajado. Se encuentra hacia lateral, a dos o tres centímetros de la punta del codo, que no es más que el olécranon de la ulna.

## Inserciones musculares
En el epicóndilo lateral se insertan seis músculos pertenecientes a las regiones lateral y posterior del antebrazo. Todos ellos son músculos extensores.
- músculo ancóneo
- músculo extensor radial corto del carpo
- músculo extensor común de los dedos
- músculo extensor propio del meñique
- músculo extensor ulnar del carpo
- músculo supinador corto

## Inserciones ligamentosas
En el epicóndilo se inserta también el ligamento colateral radial de la articulación del codo.

## Otras relaciones
En torno al epicóndilo lateral se forma el círculo arterial periepicondíleo lateral, anastomosis arterial muy importante para la vascularización de los músculos que aquí se insertan.
Además, en esta eminencia ósea termina el septo intermuscular lateral, que separa las regiones musculares anterior y posterior del brazo.
- Datos: Q388431
- Multimedia: Lateral epicondyle of the humerus / Q388431